# Brevipalpus inermis
Brevipalpus inermis är en spindeldjursart som beskrevs av Akbar och Aheer 1994. Brevipalpus inermis ingår i släktet Brevipalpus och familjen Tenuipalpidae. Inga underarter finns listade.